# Дмитрук Олександр Юрійович
Дмитрук Олександр Юрійович (*25 квітня 1965 року - 1 липня 2021 року) — український ландшафтознавець, доктор географічних наук, професор Київського національного університету імені Тараса Шевченка, академік Академії наук вищої освіти України.

## Біографія
Народився 25 квітня 1965 року в місті Києві. Закінчив у 1989 році географічний факультет Київського університету. 3 1989 року працює у Київському університеті на кафедрі фізичної географії та охорони природи (у 1995 році реорганізована у кафедру географії України). З 2000 року завідувач кафедри географії України. Кандидатська дисертація «Методика ландшафтного аналізу урбанізованих територій (на прикладі Києва)» захищена у 1993 році, докторська дисертація «Ландшафтно-урбанізаційні системи України» захищена у 2005 році.

## Наукові праці
Фахівець в галузі урболандшафтознавства, рекреаційного природокористування, екотуризму, географічної освіти. Розробив та реалізував на практиці оригінальні методики великомасштабного ландшафтознавчого дослідження міста Києва, регіонального урбанізаційно-ландшафтознавчого дослідження території України. Обґрунтував класифікацію ландшафтно-урбанізаційних систем України. Створив власну схему ландшафтно-урбанізаційного районування України. Вивчає конструктивно-географічні основи урбанізаційного та рекреаційно-туристського природокористування.
Автор понад 170 наукових праць. Основні праці:
1. Урбаністична географія. Ландшафтний підхід. — К., 1998.
2. Урбанізовані ландшафти: теоретичні та методичні основи конструктивно-географічні дослідження. — К., 2004.
3. Ландшафтно-урбанізаційні системи: конструктивно-географічні основи оптимізації та управління. — К., 2004.
4. Урбанізація та екологічний туризм: Навчальний посібник. — К., 2002.
5. Спортивно-оздоровчий туризм: Навчалн посібник. — К., 2008 (у співавторстві).